# Седлище (Ковельский район)
Се́длище (укр. Седлище) — село в Старовыжевской поселковой общине Ковельского района Волынской области Украины.
До 2020 года входило в Старовыжевский район.
Код КОАТУУ — 0725084601. Население по переписи 2001 года составляет 705 человек. Почтовый индекс — 44441. Телефонный код — 3346. Занимает площадь 3,078 км².

## История
С 1940 по 15 марта 1941 года Седлище имело статус посёлка городского типа, а также было районным центром.